# Cobán Imperial
Club Social y Deportivo Cobán Imperial is een Guatemalteekse voetbalclub uit Cobán. De club speelt in de Liga Nacional de Guatemala en heeft als thuisstadion het Estadio José Ángel Rossi, dat 15.000 plaatsen telt.

## Geschiedenis
CDS Cobán Imperial werd opgericht in 1935 en wist in 2004 voor het eerst het landskampioenschap te behalen.

## Gewonnen prijzen
- Liga Nacional de Guatemala

Clausura 2004